# تشبي دين
تشبي دين (بالإنجليزية: Chubby Dean)‏ هو لاعب كرة قاعدة أمريكي، ولد في 24 أغسطس 1915 في ماونت إيري في الولايات المتحدة، وتوفي في 21 ديسمبر 1970 في Riverside Township, New Jersey ‏ في الولايات المتحدة.

## وصلات خارجية
- تشبي دين على موقعبيزبول رفرنس.كوم (الدوري الرئيسي) (الإنجليزية)